# The Lazarus Effect
The Lazarus Effect es una película del 2015 dirigida por David Gelb y escrita por Luke Dawson y Jeremy Slater. La película es protagonizada por Evan Peters, Olivia Wilde, Sarah Bolger, Mark Duplass y Donald Glover. La película se estrenó el 27 de febrero de 2015 y fue producida por Relativity Media.

## Reparto
- Mark Duplass como Frank Walton.
- Olivia Wilde como Zoe McConnell.
- Sarah Bolger como Eva.
- Evan Peters como Clay.
- Donald Glover como Niko.
- Ray Wise como Sr. Wallace
- Amy Aquino como Presidente Dalley.

## Sinopsis
Un equipo de estudiantes de investigación mapea el cerebro humano y accidentalmente mata a uno de los suyos, y al intentar reanimar a su colega desatarán una fuerza letal. Luchando por sus vidas, el equipo debe contener a su colega en el laboratorio antes de que se entere el resto del mundo.

## Estreno
El 17 de diciembre de 2013, se anunció que la película sería estrenada el 30 de enero de 2015 con Lionsgate para distribuirla. El 4 de noviembre de 2014, Relativity Media adquirió la película de Lionsgate y cambió la fecha al 20 de febrero de 2015. En diciembre de 2014, se anunció que la película sería titulada The Lazarus Effect, y sería estrenada una semana después de lo planeado, el 27 de febrero de 2015.